# Albert Rudé
Albert Rudé Rull (Ripoll, 18 settembre 1987) è un allenatore di calcio spagnolo.

## Carriera
Ha iniziato la propria carriera da allenatore come vice di Diego Alonso, con cui ha lavorato al Pachuca, al Monterrey e all'Inter Miami. Il 30 settembre 2021 diventa il nuovo tecnico dell'Alajuelense, da cui viene esonerato l'11 luglio 2022. Il 19 gennaio 2023 sostituisce Rubén Torrecilla sulla panchina del Castellón, che lascia nel mese di giugno, dopo aver perso la finale dei play-off.
Il 29 dicembre diventa il nuovo allenatore del Wisła Cracovia, militante nella seconda serie polacca, con cui riesce incredibilmente a vincere la Coppa nazionale, sconfiggendo in finale per 2-1 il Pogoń Stettino. Il 31 maggio 2024 lascia la squadra della Stella Bianca.

## Palmarès

### Competizioni nazionali
- Coppa di Polonia: 1

Wisła Cracovia: 2023-2024